# マリ北部紛争 (2012年)
マリ北部紛争（マリほくぶふんそう）は、マリ共和国の北部地域（アザワド）において中央政府からの独立を求めるトゥアレグ族による武装蜂起と、それにひき続いてイスラム原理主義勢力による独立派占領地の乗っ取り、そして事態悪化に対して介入した諸外国やイスラム勢力が入り乱れる紛争。
武装蜂起はアザワド解放民族運動（MNLA）の戦闘員がマリ軍駐屯地を襲撃した2012年1月17日に開始される。アザワド戦争（guerre de l'Azawad）の呼び名は、主にMNLAとトゥアレグ分離独立派との争いで用いられるが、統一的なイスラム国家の確立を画策している西アフリカのタウヒードと聖戦運動（MOJWA）やイスラーム・マグリブ諸国のアル＝カーイダ機構（AQIM）に関しては適用されない点に留意が必要である。
MNLAは北部マリの重要都市であるキダル、トンブクトゥおよびガオの3都市を占領し、アザワドの自決と独立を主張する。2012年4月5日にドゥエンツァ（Douentza）の掌握を持って攻撃の終了を発表し翌日に独立宣言をする。通常、「トゥアレグ紛争」または「トゥアレグ反乱」と呼称され、MNLAの蜂起の影響により主に食糧事情の悪化から現地住民が難民化し周辺国（モーリタニア、アルジェリア、ニジェールおよびブルキナファソ）に流入する結果となった。
4月上旬、マリ軍との戦闘終了時にMNLAとイスラム過激派は新たな国家像をめぐって対立し始めた。6月27日、ガオの支配権をめぐりMNLAとイスラム過激派は交戦状態に至る。戦闘終了後、イスラム過激派はトゥアレグ人を排除し町の支配権を確立し、残りの地域を制圧しにかかる。7月17日、トゥアレグ人が確保していた北部マリの主要都市は全て陥落する。
2013年1月11日、二つに分かたれたマリの境界線となっていた中部の要衝コンナ（Konna）を超えてイスラム武装勢力は南下を開始、首都バマコが占領される危機が迫り国家非常事態宣言が発令された。

## 背景

### 地勢的情勢とトゥアレグの反乱
トゥアレグ族はベルベル系語族に属し、その一般な人口を評価するのは難しく、推定で周辺に約150万人いると見られ、分布状況はマリに55万人、ニジェールに80万人、アルジェリアとモロッコに50万人、そして残りがブルキナファソやリビアに居住しているとみられる。
この対立は一般に一連の反乱騒動のうち「トゥアレグ反乱」と呼ばれ、トゥアレグ人とマリおよびニジェール政府との間で継続する紛争である。
以下に1916年以降発生した主な紛争を列挙する。
- 1916年から1917年にニジェールで起きたカオセン反乱（Kaocen）で、1958年からはアザワド大衆運動（Mouvement populaire de l'Azawad、MPA）がトゥアレグ国憲法を主張している[3]。
- トゥアレグ反乱 (1962年 - 1964年)（fr:Rébellion touarègue de 1962-1964、en:Tuareg rebellion (1962–64)）は「最初のトゥアレグ反乱」と呼ばれ、これはマリ軍によって強硬に鎮圧される[3]。また、1970年代の干魃の影響を受けたトゥアレグ人はアルジェリアとリビアに避難した若者達はキャンプで訓練を受け、軍に募集されている[3]。1988年にはアザワド解放大衆運動（Mouvement populaire de libération de l'Azawad、MPLA）が創設される[3]。
- トゥアレグ反乱 (1990年 - 1995年)（fr:Rébellion touarègue de 1990-1995、en:Tuareg rebellion (1990–95)）はマリとニジェールで1990年に発生し、2年前にはアザワド解放大衆運動（Mouvement populaire de libération de l'Azawad）が創設されている。マリは紛争初期（1990年10月から12月）で1991年にタマンラセット協定（fr:Accords de Tamanrasset en 1991）の成立にこぎつけ、1992年に国家協定が成立する[4]。しかし、戦闘は決定的な終わりを見せなかった。紛争は1994年から1995年にかけて再燃し、1996年3月27日にようやくトンブクトゥにて和平交渉が成立し、その間にトゥアレグ反乱軍は使用していた武器3,000を破棄した。
- 2006年5月23日にはマリにて小規模なトゥアレグ反乱が起き、2006年7月4日にアルジェ協定（fr:Accords d'Alger (2006)）が調印される[3]。
- トゥアレグ反乱 (2007年 - 2009年)（fr:Rébellion touarègue de 2007-2009、en:Tuareg rebellion (2007–09)）がマリとニジェールにて発生する。

### リビア内戦の余波
2011年リビア内戦でトゥアレグ人はムアンマル・アル＝カッザーフィー側とリビア国民評議会側の双方に戦闘員として加担し、サヘルから数千人規模で参加したとみられる。リビアから帰国した彼らは強力な武装を伴っておりマリとニジェールを戦時体制へと突き落とした。マリのナティエ・ペレア国防大臣（Natie Pléa）は、イスラーム・マグリブ諸国のアル＝カーイダ機構（AQIM）を危険な組織に指定して流入武器がテロリストの手に渡らないよう「重大な懸念」を表明し、西アフリカ諸国に懸念を共有するよう国連特使を派遣しこれを働きかけた。アルジェリアの情報・安全保障省（fr:Département du Renseignement et de la Sécurité）はAQIMがアラブの春の不安定な状況に付け入って連続した欧米人拉致事件を引き起こす脅威が高まっていると警告する。2011年11月23日にマリ北部にて2人のフランス人が拉致され、犯行グループは翌月に逮捕されている。11月25日にはオランダ人、南アフリカ人にスウェーデン人が拉致され、トンブクトゥではドイツ人が殺害されている。両方の事件についてAQIMは犯行声明を出した。

## 各勢力の状況

### MNLA

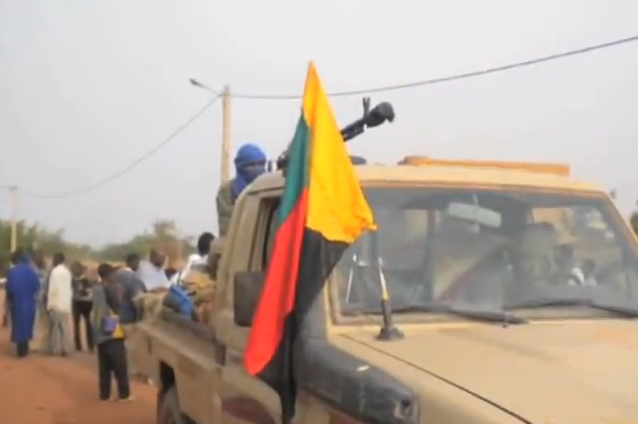
トゥアレグ族の民兵

アザワド解放民族運動（MNLA）はアザワド民族運動（MNA）との合併により2011年10月16日に設立された分離独立を目的とした政治的かつ軍事的グループで、若い知識人や政治活動家で構成され、元ニジェール＝マリ・トゥアレグ同盟（fr:Alliance Touareg Niger-Mali）のゲリラ活動家で2006年から2009年のトゥアレグ反乱で指導的立場にあったイブラヒム・アグ・バハンガ（fr:Ibrahim ag Bahanga）により活動は推進されていたが、彼は合併前の2011年8月26日に自動車事故で死亡している。1990年の反乱後、マリから逃走しムアンマル・アル＝カッザーフィー政権下のリビア軍に参加していたが、政権崩壊後はマリに帰還しトゥアレグのMNLAに加わった。2月4日にMNLAはビラル・アグ・アチェリフ（fr:Bilal Ag Acherif）書記長が率いる執行委員会の7人のメンバーの名簿を公表し、モハメド・アグ・ナジェム（Mohamed Ag Najem）は参謀長に、ハマ・アグ・シディ・モハメド（Hamma Ag Sidi Mohamed）は公式スポークスマンとなる。
モッサ・アグ・アッターMNLA情報責任者（Mossa Ag Attaher）は「植民地主義からマリを解放する」目的があると断言し、マリ共和国の3つある地方行政区画、すなわちトンブクトゥ州、ガオ州およびキダル州の領有権を主張する。2月21日、「ジュウヌ・アフリーク（Jeune Afrique）」でマハムード・アグ・アガリーMNLA政治局委員（Mahmoud Ag Aghaly）とのインタビューで「マリとセネガルがひとつになれなかったのと同様に、マリの北部と南部の人々は同じ国家の枠組みに当てはめるにはあまりに異なっている。我々が独立を訴えマリ政府を説得するために国際社会に求めるのはこのためである」。
アルジェリアの新聞エル・ワタン（fr:El Watan）でモッサ・アグ・アッターとのインタビューで「MNLAは反乱軍や武装勢力ではありません。これは我々がアザワドと呼ぶマリ北部地域を解放する為に活動する革命運動である。運動は自治権、政治的権利、民族自決をもって決定する領土に住む先住民族の権利を主張するのものである。現在に至りてあらゆるフラストレーションとマリ政府との不健全な関係からくるあらゆる失望の後、これらを解決するには民族自決のもと自らを支配する権利を求める」であると示して「MNLAは過去の合意を認めない。主張は明白であり、いずれの合意もアザワドの解放を認めたものでは無い。従って、我々はマリ政府に利する時代遅れの合意には参加しない。とにかく、彼らは自重しなかったので、これらの状況は彼らの負の一面を見事に表しているのである」とした。
MNLAはキダルの北にあるザカケ丘（Zakake）に本拠を置き、千人の規模を誇っている。MNLAは軍用小銃、リビアから持ち込んだ地対地や地対空ミサイル、BM-21多連装ロケット砲および迫撃砲で武装している。

### イスラム運動

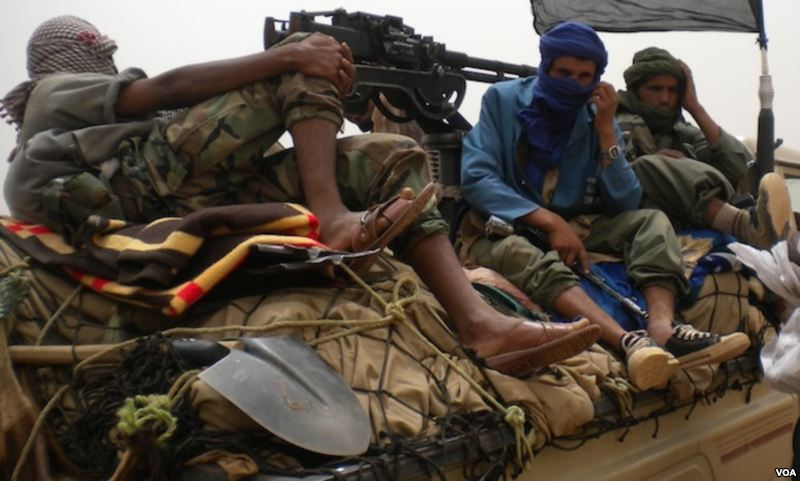
アンサール・ディーンのゲリラ

3月11日、フランス通信社は幾つかの情報源に基づいた報道で、「『アンサール・アッ＝ディーン』と名乗るイスラム運動があり、1990年代のマリでのトゥアレグ反乱を起こした旧団体によって結成され、イヤド・アグ・ガリー主導のもと、マリ北東に駐屯するマリ軍に対してトゥアレグ反乱軍として戦っている」。AQIM戦闘員の細胞を率いるアブデルクリム・ターレブ（Abdelkrim Taleb）は批難する。「AQIMは人道支援をしていたフランス人ミシェル・ジェルマノ（Michel Germaneau）を人質にしたが、2010年7月に処刑を発表する」アンサール・アッ＝ディーンの中でも活発な一派の仕業である。マリにおけるシャリーアの普及のためにイスラム運動に傾倒してゆく。3月19日にMNLAは公式発表し「我々が戦う共和国は民主主義と世俗主義の原則の基づいている。」としてアンサール・アッ＝ディーンとの共闘関係を解消する。
2013年1月、アンサール・アッ＝ディーン内で分離した一派は新たにアザワド・イスラム運動（fr:Mouvement islamique de l'Azawad）を創設している。
マリ人説教師シェリフ・オスマン・マダニ・ハイダラ（Chérif Ousmane Madani Haïdara）は、寛容を説きイヤド・アグ・ガリーがすすめるシャリーアと原理主義運動を拒否し、バマコに拠点を置く同名の組織（アンサール・アッ＝ディーン）とは区別すべきと説教した。アンサール・アッ＝ディーンはイスラーム・マグリブ諸国のアル＝カーイダ機構（AQIM）と共闘関係を結んだ。欧米人の拉致をしたグループの指導者はイヤド・アグ・ガリーによってガオに招待された。他に二つの原理主義グループがマリ北部に存在しており、AQIMの分派グループである西アフリカのタウヒードと聖戦運動（MOJWA）はガオにあるアルジェリア領事館の外交官を拉致している。ナイジェリアからやって来たボコ・ハラムは戦闘員約100人をガオに駐在させている。

### 紛争初期のマリ軍

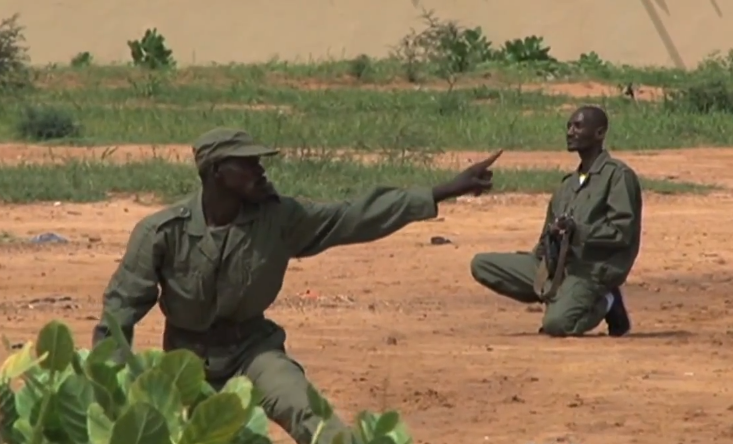
親政府民兵の訓練

マリ北部に展開しているマリ軍はガオに司令部を置いていた。ポジョグー国軍参謀総長（Poudiougou）は首都バマコにて反乱に対して戦闘を調整している。アマドゥ・トゥマニ・トゥーレ大統領はキダル州に事務所を設けて情報を得ている。陸軍参謀総長カリファ・ケイタ将軍（Kalifa Keïta）と空軍参謀次長ワリ・シソッコ（Wali Sissoko）はガオに地方司令部を設け、エル・アジ・ガモウ先任大佐（El Hadj Gamou）を派遣し、トゥアレグ人でモプティ軍管区司令官であったモハメド・ウルド・メイドゥー（Mohamed Ould Meidou）をガオ軍管区司令官に着任させ事態にあたる。
彼らの指揮下で12月下旬に千人規模の部隊を展開させる。また、マリ軍当局の下でアラブ人とトゥアレグ人の民兵も結集し支援をする。マリ国防省高官であるムバレク・アグ・アクリー中佐（Mbarek Ag Akly）は、軍は4×4のBRDM型偵察装甲車や南アフリカ製のRG-31 ニアラ装甲車の他、Mi-24戦闘ヘリコプター2機を有し、保守整備のために幾人かウクライナ人がおり、偵察機もある。アメリカ合衆国は軍民双方にわずかながらも兵站を提供している。一部のトゥアレグ人兵士は軍を脱走しMNLAに参加していると述べる。
2012年4月、推定ではマリ軍は将軍連や大佐連の合わせて50人を含め総員22,000人と見られる。当時、2010年にリビアから提供されたアエルマッキ SF-260近接航空支援機2機があったが作戦投入可能な状態ではなかった。Mi-24戦闘ヘリコプター2機はウクライナ人パイロットが操縦していたが、2012年3月22日のクーデターの状況以降、無人状態となった。マリ空軍保有のバスラー BT-67輸送機もある。BRDM型偵察装甲車40台とBTR型装甲車40台は2010年に取得され、2012年の反乱で使用される。
2012年の紛争でアルハジ・アグ・ガモウ大佐（Alhaji Ag Gamou）率いる500人の部隊（トゥアレグ人396人含む）はニジェールに避難し、BRDM偵察装甲車8台とピックアップトラック77台を有している。

### 国際部隊

#### フランス

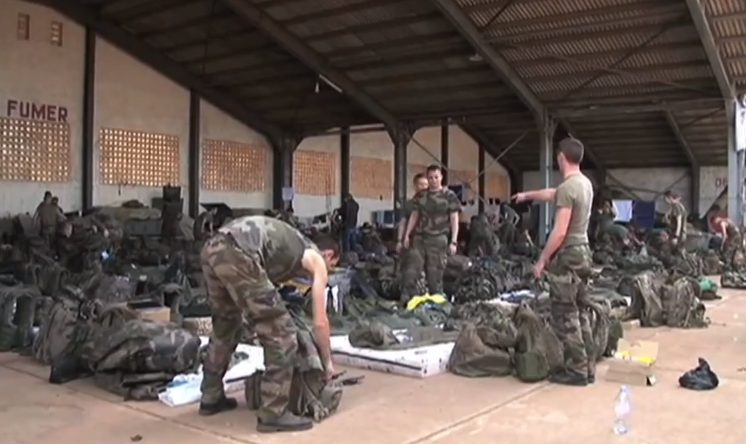
バマコに到着したフランス軍

2012年11月15日、フランソワ・オランド仏大統領はエリゼ宮にてニジェール大統領マハマドゥ・イスフと会談し、マリ国境に近いニジェールのウラン鉱山の防護でフランスの介入について討議、史上初のフランス軍特殊部隊によるウラン鉱山の直接警備が検討される。
2013年1月11日以来、フランスは国際連合安全保障理事会決議2085号に基づきセルヴァル作戦を発動し軍事介入する。2013年2月2日、フランソワ・オランド仏大統領は作戦開始から22日経過したマリを訪れ、解放されたトンブクトゥを訪問することになり歓迎され、演説を行った。マリのオンクンダ・トラオレ暫定大統領とはバマコ独立広場にて国内に蔓延るテロリズムの根絶を表明する。北部での捜索は「まだ決していない」とされ、作戦の継続が示される。また、同年7月を目処に総選挙が実施され、より強い民主主義を定着させることを決意する。

#### 欧州連合
マリ軍を訓練するための欧州連合マリ訓練ミッションはフランス軍将軍の指揮下で2012年12月から任務が開始される。

#### チャド
1月24日にマリ派遣チャド軍550人はニジェール国内にて待機しており、マリ介入は東からのガオへの道を切り開いた。指揮官はオマル・ビコモ将軍（Oumar Bikomo ）で、バマコの統合司令部およびアフリカ主導マリ国際支援ミッション（AFISMA）と連携する。派遣軍はユースフ・アブデルラフマン・メイリー将軍（Abdérahmane Youssouf Meïry）指揮下に置かれる対テロ特殊部隊で、これは国家機関保安総局（direction générale des services de sécurités des institutions de l’État、DGSSIE）の所属しており、他にイドリス・デビ大統領の息子マハマト・イドリス・デビ・イトノ将軍率いる大統領警護隊が含まれる。オマル・ビコモ将軍指揮下のこの部隊は公式には「マリ介入チャド軍（FATIM）」と称される。
キダル攻略部隊が2013年1月30日に編合され、ンジャメナが提供するチャド軍1,800人はほとんどがフランス軍の増強に投じられる。2013年2月7日、キダルの確保後、部隊はテッサリト奪還後にフランス軍部隊を強化すべく北東マリにあるイフォガス山地に展開するフランス軍作戦に参加する。
2月12日にチャド兵が戦病死する。2月22日にはキダル北方にて巡察中のところイスラム過激派と交戦し50人を殺傷し、チャド将兵26人（内士官は11人：アブデルアジズ・アダム・ハッサンを含む大佐2人、中佐1人、少佐4人、大尉1人、中尉1人、少尉1人および士官候補生1人）が戦死している。
チャド軍は敵軍93人の殺害を発表し、そして2013年3月1日は国民哀悼の日として27人の兵士の遺体が送還される。
2013年3月9日、派遣軍はAFISMAと統合され副指揮官が集約される。

#### 西アフリカ諸国経済共同体
アフリカ連合の一部と西アフリカ諸国経済共同体加盟国を主体するアフリカ主導マリ国際支援ミッション（AFISMA）が編成され、セネガル、ナイジェリア、ニジェール、ブルキナファソ、トーゴおよびベナンが軍部隊を提供している。
マリに対しC-130戦術輸送機による後方支援の他に、イギリスはマリ軍を訓練しフランス軍を支援するために将兵240人の派遣を発表する。
2013年3月10日、チャド軍2,000人の統合にともないAFISMAは6,300人規模に達した。これは国際連合平和維持活動への変更が計画されている。

#### 国際支援
幾つかの国は関係各国に対し後方支援、情報、医療および人道援助を提供する。この内、アメリカ合衆国はフランスに対し空中給油を実施し、情報の共有を認める。ドイツは兵站と医療支援を確認した。ベルギーはC-130戦術輸送機2機とアグスタ A109救難ヘリコプター2機の派遣を決定した。カナダはC-17大型輸送機をデンマークに派遣すると発表する。フランス外務省は、アルジェリアがフランス軍機の領空通過を認めたと述べるが、「ジュウヌ・アフリーク」によれば実際には作戦参加機はモロッコ領空を飛行しており、当初はアルジェリア領空を通過しており謝辞を述べていたが、モロッコは西経路を勧めフランス軍機はこちらで作戦している。
他にはトルコ、スペインおよびロシアが支援を表明している。
国際連合安全保障理事会と潘基文国際連合事務総長およびジェラール・アロー仏国連大使（fr:Gérard Araud）はフランスの行動を支持した。

## 紛争

### トゥアレグ反乱
2012年1月17日、アザワド解放民族運動（MNLA）は北部マリのメナカ（fr:Ménaka）に駐屯するマリ軍部隊を攻撃する。1月18日、MNLA戦闘員はアゲルホク（fr:Aguel'hoc）とテッサリト（fr:Tessalit）の駐屯地を攻撃する。2012年1月19日から20日夜にかけて、フランス通信社が伝えるところによるとマリ軍はMNLAに襲撃された3つの町を奪還する。1月24日、イヤド・アグ・ガリー率いるアンサール・アッ＝ディーンの協力を得てMNLAは攻撃を再開し、アゲルホク、オンドラムブーカーヌ（fr:Andéramboukane）およびレレー（fr:Léré (Mali)）を襲撃。反政府勢力はアゲルホクを奪取する。伝えられるところによれば、MNLAとイスラーム・マグリブ諸国のアル＝カーイダ機構（AQIM）は初めての協同攻撃をした。1月26日、反政府勢力はニジェール国境に近いオンドラムブーカーヌを、その後モーリタニア国境近くのレレーにある軍宿営地を攻撃する。1月31日、ニアフンケ（fr:Niafunké）で激しい戦闘が起きる。
2月3日夜から4日未明、キダルでは反政府勢力が重火器を使用したとみられ、町の支配権を奪取しようとする。2月4日、マリ政府と変革のための5月23日民主同盟（fr:Alliance démocratique du 23 mai pour le changement）は共同でアルジェから停戦を求める緊急声明を発したが、MNLAのビラル・アグ・アチェリフ事務局長はアルジェリアの新聞「エル・カバル（fr:El Khabar (Algérie)）」のインタビューで停戦の呼びかけを拒否すると語る。2月6日、反政府勢力はテッサリトの住民約4,000人を紛争被害から守るためアバムコ（Abamco）、サヴォアク（Savohak）エファリ（Efali：Terist、テリスト）およびアッソワ（Assowa）に設けられたブッシュキャンプに避難させるが、2月7日に赤十字は衛生状態の悪化に懸念を表明する。2月7日にMNLAは早朝にティンザワテン（fr:Tinzawatène）にある軍の検問所を攻撃する。ここはアルジェリア国境まで数キロメートルの位置にあった。マリ軍はこの攻撃を撃退する。しかし2月8日、戦闘から2日後にティンザワテンを占拠する。2月10日、マリ軍はキダルから15キロメートル離れた場所にて反政府勢力に対してヘリコプター5機を投入して反撃に出る。2月11日、MNLAはキダルとアネフィフからテッサリト方向へ移動していたアルアジ・アグ・ガモウ大佐（Alhaji Ag Gamou）指揮下のマリ軍車列をタンサラーヌ（Tinsalane）にて待ち伏せした。2月12日、マリ軍はレレーを奪還する。2月13日から14日にかけてテッサリトから数キロメートルの場所にてMNLAとマリ軍増援部隊との間で激戦が繰り広げられる。
2月15日から16日にかけてテッサリトではマリ軍と反政府勢力との間で戦闘が続く。2月15日、反政府勢力はレレーへの攻撃を再開し、マリ軍はナンパラ（fr:Nampala）方向へ後退する。2月18日、MNLA戦闘員達はモプティ州内の2ヶ所に対し攻撃を開始する。オンボリ（fr:Hombori）では憲兵隊を襲撃し略奪や破壊に走る。ユーワルー（fr:Youwarou）において、MNLAは国家警備隊の兵士を排除し、電話網を妨害し村を襲撃する。2月29日、テッサリト周辺にてMNLAの攻撃が再開されマリ軍は応戦する。2012年3月1日、マリ軍はMNLAが配置する幾つかの陣地に対してヘリコプターを投入して襲撃する。戦闘は3月3日土曜日から3月4日日曜日まで行われた。
3月10日夜から11日未明にかけてMNLAはテッサリトの軍宿営地を占領する。マリの国防・退役軍人大臣は繰り返される攻撃について声明を述べ「アザワド解放民族運動の構成はAQMI、アンサール・アッ＝ディーンをはじめ多様な背景を伴っており、援軍として訪れた麻薬密売人も含まれる」。また、軍命令の決定に基づき「テッサリトの一時避難キャンプ」と「他の衛戍地への避難車列や民間人保護の組織化」がなされる。MNLAの幹部ベイヤ・アグ・ディナン（Baye Ag Diknan）がRFIに語ったところによると「連続攻撃の後に駐屯地を奪取した」とし、MNLAは約600人の戦闘員を雇った。MNLAは戦死したマリ軍兵士について見積もりを出し、若干のマリ軍兵士とその家族は捕虜となった。そして、軍の装備（迫撃砲、ロケットランチャー、機関銃および装甲車）が回収された。
2012年3月18日、アンサール・アッ＝ディーンは動き出しアゲルホクとテッサリトを対象にシャリーアの適用を宣言する。3月20日、アンサール・アッ＝ディーンは支配しているイフォガス山地から声明を出し、マリの北東ティンザワテン、テッサリトおよびアゲルホクを占領し、110人のマリ軍人と文民を捕虜にしており、マリ・イスラム高等評議会を開催すると発表する。アンサール・アッ＝ディーンはティンザワテンの支配権について述べ、以前まではMNLAがいたが2月8日に奪ったとしている。

#### クーデター
3月21日夜から22日未明にかけて、軍によるクーデターが発生しアマドゥ・トゥマニ・トゥーレ大統領が排除される。アマドゥ・コナレ中尉（fr:Amadou Konaré）をスポークスマンとし、国家と民主主義回復のための全国委員会（CNRDR）にアマドゥ・サノゴ大尉（fr:Amadou Haya Sanogo）が委員長を務め、憲法の停止と国家機関の解散を発表する。サノゴ大尉は「我らの国家領域の一体性を護持するため、失敗した政府に代わって国軍に必要な手段を与える為」としてクーデターを正当化した。

#### 戦闘の継続
3月22日、MNLAはガオに撤退し放棄されたアネフィフ（fr:Anéfif）のマリ軍宿営地を奪取する。3月25日、RFIによるとマリク・アグ・アチェリフ大佐（Malick Ag Acherif）とその部下30人はマリ軍を捨ててMNLAに合流した。民兵組織ガンダ・イソ（en:Ganda Iso）のソンガイ・グループに支援された軍の車列がアンソンゴとメナカ間でMNLAの襲撃を受ける。3月26日、MNLAはキダルの町を包囲し、アンサール・アッ＝ディーンも待機する。3月29日、アンサール・アッ＝ディーンに支援されたMNLAは協同でキダルを攻撃する。北からはトゥアレグ独立派が、南からはイスラム過激派が攻撃する。翌3月30日、MNLAとアンサール・アッ＝ディーンはキダルの町と市外縁にある軍衛戍地を占領する。マリ軍は350km南のガオに撤退する。3月31日、西アフリカ諸国経済共同体議長であるコートジボワール大統領アラサン・ワタラは「西アフリカ経済共同体が有する即応部隊を投入する必要がある」として、これに2,000人規模の部隊が見積もられ「マリの全領土保全」を望み「戦争を回避」するべきと述べる。3月31日時点、MNLAはガオとニジェール国境に近い町アンソンゴ（fr:Ansongo）を占領する。
4月1日、暫定軍事政権は戦闘を終結させるためガオを「解放」すべく軍に命じた。反政府勢力はトンブクトゥに突入する。当時、MNLAとアンサール・アッ＝ディーンおよびAQIMは北部マリの全地域を統制下に置く。4月4日、MNLAは一方的に4月5日深夜の時点を持って軍事作戦の終了すると発表する（世界時）。
2012年4月6日、同団体のウェブサイト上にてMNLAは「最終的に、本日からアザワドは独立国家」と宣言する。

#### MNLAとアンサール・アッ＝ディーン間で暫定合意
二ヶ月クーデター後、暫定政権はマリ領土の回復・保全に懸命に取り組む。5月21日、トラオレ暫定大統領はバマコ市内にてデモ隊に襲われ負傷する。これにより検診のためパリに一時滞在する。
5月24日、アンサール・アッ＝ディーンとAQIMはトンブクトゥにて会議を開く。そこにおいて指導者の一人アブデルマーレク・ドゥルークデル（fr:Abdelmalek Droukdel）は指揮下の戦闘員達に対して「徐々に」シャリーアを課しを「正常なるイスラム国家の創建」をするべきと解放メッセージで述べる。
2012年5月27日、アンサール・アッ＝ディーンとMNLAは合併に関する「覚書」をAFPに送る。ここに示された内容によると「アンサール・アッ＝ディーンとMNLAはアザワドのために自己の解散を宣言する。両運動はアザワド・イスラム国家暫定評議会を創設する」。

### トゥアレグ独立派とイスラム原理主義派の抗争
6月6日夜から7日未明にかけて、アンサール・アッ＝ディーンとMNLA間で初めての衝突が起こる。場所はキダルから数キロメートルの地点で、小銃の他に戦闘用車両2台が破壊され、少なくとも重傷3人を出す。6月13日、トンブクトゥの支配権をめぐりアンサール・アッ＝ディーンとMNLA間で喧嘩がおき、これが銃撃戦に発展し少なくとも2人が死亡し、複数の負傷者が出ている。
6月25日、地元ガオ出身の教師イドリッサ・ウマル（Idrissa Oumarou）は現地で人気があるが、彼が町の郊外にある自宅に帰ったとき正体不明のオートバイから銃撃される。6月26日、ガオにて主にフラニ族とソンガイ族で構成される数百人は町を占領する武装勢力に対して抗議するためデモを起こす。イドリッサ・ウマルの葬儀後に暴徒化し騒動の結果、頭部に銃弾を受け重傷を負った2人を含んで二十数名が負傷する。MNLAはデモ参加者により攻撃の発端の元であると非難されるが、それを否定する。トゥアレグ独立派はMUJAOのせいであって自分達に責任はないと主張するなど、責任の所在は不明確なままであった。このように、ガオ市内では2012年3月の武装勢力の占領以来、MNLAとMUJAOの関係は極度の緊張状態に置かれ、町の統制や抑圧のため市内は不穏な空気に包まれることになる。
6月27日朝、ガオ市内で初めて両勢力同士による激しい戦闘が起きる。これによりMUJAOを中核とする急進的イスラム原理主義集団はアザワドの暫定知事が執務するMNLA本部を包囲する。その後、襲われトゥアレグ独立派は町から逃れる。MNLAはこの戦いでガオを喪失したことを認めるも、戦闘の継続を決定する。一方、この戦闘の暫定評価で最も重いからは、少なくとも死亡20人以上、数十人が捕虜となる。さらに負傷したMNLA事務局長ビラル・アグ・アチェリフは治療のためブルキナファソのワガドゥグーに移送され、部下の一人ブーナ・アグ・タイーブ大佐（Bouna Ag Tahib）は死亡した。発表文によると、6月27日夜、MNLA国際社会支援受付責任者ママドゥ・ジェリ・マイガ（Mahamadou Djeri Maïga）が主張するところによれば、AQIMとMUJAOの戦闘員らと交戦中であり、AQIM指導者モフタール・ベルモフタールは戦争のために武器と組織化をすすめ全攻撃を指揮している。ガオ市内はMUJAOの支配下に置かれMNLAは排除される。町は6月27日夜に平静に戻る。マリ暫定政府はこの事態にあって依然として無力の存在のままであった。6月29日にMNLAはモフタール・ベルモフタールの死亡を発表するが、AQIMの2012年7月7日の彼の署名がされた声明で死亡説は否定される。
7月上旬、数日前に国際連合教育科学文化機関（ユネスコ）の危機状態にある世界遺産リストに分類されたトンブクトゥにある霊廟7つがアンサール・アッ＝ディーンによって破壊される。
2012年8月、MUJAOは北部マリにある民間ラジオ局に対し世俗音楽（西洋的音楽）の放送禁止を宣言する。
8月下旬、イスラム武装勢力は南進しドゥエンツァ（fr:Douentza）を奪取する。
2012年11月16日、MNLAは戦闘を再開しメナカを拠点にMUJAOが占拠するアンソンゴに対し攻撃に出る。MNLA戦闘員はタガランガボット（Tagarangabotte）で待ち伏せ攻撃を行い初めての勝利を得るも、MUJAOはモフタール・ベルモフタール率いる増援部隊を得る。MNLAは次第に地歩を失い11月19日にメナカが占領される。この結果数十から数百人の死者が出たとみられる。

### 外国勢力の介入

#### マリ北部の回復
2013年1月10日、軍事情勢はマリ軍にとって急速に悪化しつつあった。反政府勢力は中部の要衝コンナ（fr:Konna）に到達し、そのまま南部のモプティに向かう。首都バマコは脅威に晒されマリ暫定大統領ディオンクンダ・トラオレはフランソワ・オランド仏大統領に直接支援を要請する。オランド大統領はその日の午後に軍の投入を決定、翌1月11日にセルヴァル作戦が発動する。また、これと並行してアフリカ主導マリ国際支援ミッションも前倒しで実施されることになる。
1月11日夜から12日未明にかけて、フランス軍のミラージュ2000戦闘機やガゼル戦闘ヘリコプターはモプティに向けて進撃していたイスラム武装勢力の車列に対し空爆を実施し、指揮所や6台程度の車両を破壊する。ガゼルヘリコプターのパイロット1名も戦死している。また、この攻撃でマリの民間人12人が死亡したとみられる。1月12日、マリ軍はイスラム過激派約100人の死亡を発報し、コンナの争奪戦が続いていることを伝える。マリ軍の損害は情報源により異なるも、およそ11人から36人の間で死者が出たとみられる。また、アンサール・アッ＝ディーンの指導者の一人アブデル・クリム（Abdel Krim）が戦闘で死亡している。1月13日、フランス軍機はレレーとドゥエンツァ周辺を空爆する。また、フランス軍のミラージュ戦闘機がガオを空爆してMUJAO部隊に対し市内からの退避を発生させる。住民は両勢力によるものの合計で60人が死亡したとみられる。1月14日、首都バマコから約400kmの地点にあるディアバリーを奪取していたイスラム過激派はフランス軍の攻撃を避けるためモーリタニアに退避するようAQIM司令官アブー・ザイドは指示する。
1月16日、コンナの状況は混乱しておりフランス軍特殊部隊は依然として町を奪取しておらず、依然としてイスラム勢力が残っていた。同時期、マリ＝フランス連合軍はディアバリー奪還のため協同で地上戦に突入する。
1月17日夕方、マリ軍はコンナ市内の奪還に成功したと伝え、イスラム戦闘員6人を殺害し、車両8台を捕獲、他に台数不明ながら車両を破壊している。
1月21日、ジャン＝イヴ・ル・ドリアン仏国防大臣はマリ＝フランス連合軍がディアバリーとドゥエンツァの奪還を発表する。1月25日、イスラム武装勢力の兵站拠点となっていたガオ市攻略の前にフランス軍機による空爆が実施され、空港を奪取する。
1月27日、フランス空軍はマリ北東部のキダル州内とアンサール・アッ＝ディーンの指導者の家御破壊を目的とした空爆を実施し、アメリカ合衆国はフランス軍機に対する空中給油に合意する。フランス国防省はマリ国内、ガオとトンブクトゥ地域でイスラム指導者宅を狙った空爆は「二十回」の出撃を数えていると伝える。
1月28日、マリ＝フランス連合軍はトンブクトゥへ至る各種アクセスを統制するため夜間に空地一体運用で市街地奪還作戦を実施、「敵は脱出した」とフランス軍参謀は伝える。
1月28日、チャド＝ニジェール連合軍はメナカとオンドラムブーカーヌ（fr:Andéramboukane）を統制下におく。1月29日、マリ軍はニジェール軍の支援を受けてアンソンゴを奪還する。ある住民は、1月27日にアンソンゴから車に乗って撤退したイスラム過激派は35km離れたタンハマ（fr:Tin-Hama）とタンゲールゲール（Tinguerguerre）に所在しているだろうと述べる。
1月29日夜から30日未明にかけて、航空作戦中にフランス軍は市南東に位置するキダル空港を制圧する。最後の数日間でフランス軍機はキダルから撤退したイスラム戦闘員を追撃すべく周辺に空爆を実施する。
1月30日、フランスは北部マリの人々との対話を求める。同日、ゴシ（Gossi）とオンボリ（Hombori）間を移動中であったマリ軍が地雷に触雷し兵士4人が戦死し、5人が負傷する。2月6日、マリ軍車両が地雷に触雷し兵士4人が戦死、MUJAOは北部マリにおける地雷埋設を主張する。2月8日、ガオ市内にてトゥアレグ人自爆テロ犯による攻撃でマリ兵1人が軽傷を負う。2月19日、北部地域にてイスラム武装勢力との激戦でフランス軍兵士1人が戦死する。
チャドの新聞「マタン（Matin）」紙によると、2月5日にキダル北方を巡察中にイスラム戦闘員の待ち伏せによってチャド兵24人が戦死し、他に11人が負傷する。情報はマリやチャド当局によって確認されていない。だがチャド政府は交通事故で11人が負傷したことには言及している。メナカに駐留していたニジェール軍がガオへ向けて出発した翌日、メナカではMNLA戦闘員40人によって町の支配権が握られる。

#### ガオ州でのゲリラ戦
北部マリの主要都市の奪還後、戦闘はイフォガス山地とガオ州東部の二方面に移行する。いくつかのイスラム戦闘員グループはMUJAOの後方地域に存在している。また、ボコ・ハラム、イスラム聖戦士血盟団は傭兵を提供している。アンサール・アッ＝ディーンやAQIMと異なり、MUJAOは北方に撤退した。これは支援の望みが薄い人口希薄な地域しか保持しないことを意味した。2月上旬、「新紛争区」という新たな戦線を構築する意向であると発表し、これは主に継続的な自爆攻撃の実施や、地雷やIEDの埋設、輸送車列の襲撃に転換することで「フランスとその同盟国に対し攻撃を増加させる」とした。
2月5日、ガオのマリ＝フランス連合軍はメナカから移動してきたAFISMAのニジェール部隊の増強を受けた。しかし、メナカでは力の空白が発生し翌日にはMNLA戦闘員40人によって町の支配権が握られる。
2月と3月、ガオは3度に渡りイスラム過激派による自爆攻撃を受ける。2月10日には最初の、次に2月20日、三度目は3月24日に発生している。これらはいずれも千人規模の兵が駐留する市街地に先遣隊を潜入させようと試みられるが、いずれも検問所周辺での騒動に終始している。被害はマリ兵と民間人12人の死亡、イスラム戦闘員約30人が殺害されている。
連合軍部隊の進撃は妨げられるものではなく、2月12日にマリ＝フランス連合軍はメナカに入り戦闘は生起せずMNLAは町の支配権を放棄する。2月17日、マリ＝フランス＝ニジェール連合軍は戦闘無しでブーレムに入城する。複数編成された巡察隊は地域内に分散しているイスラム過激派集団の抵抗をあぶり出すに任務を負う。
2月27日、ドロ作戦が発動し、ガオ東部方面のMUJAO対する攻勢を始める。作戦目標は域内に点在すると見られるイスラム武装勢力を殲滅し、武器等を押収するため捜索を実施することにある。3月2日、400人規模のマリ＝フランス連合軍は100から200人程度のイスラム戦闘員が潜伏しているとみられるイメナス村（Imenas）を攻撃、激戦の末にイスラム戦闘員51人または52人を殺傷する。3月6日、タンケラテン（Tin Keraten）にてマリ＝フランス連合軍が襲撃される。この戦闘でフランス兵1人が重体、イスラム戦闘員数十人が殺害される。その後3月12日から17日にかけて小競り合いが起きイスラム戦闘員15人を殺害する。
3月24日から30日の間、ブーレムとアネフィフ間にてMNLAとMUJAOおよびイスラム聖戦士血盟団が交戦する。MNLAは死者5人、負傷4人、イスラム戦闘員は18人が死亡している。

#### イフォガス山地の掃討戦
キダルの北部、イフォガス山地にAQIMとアンサール・アッ＝ディーンは避難する。これに乗じてMNLAは北部にある幾つかの集落を支配下に置く。1月28日、アザワド独立派はテッサリト、テッシ（fr:Tessit）、インカリール、ティンザワテン、レレー、アネフィフ、タラテイエ（fr:Talataye）そしてキダルを戦闘無しで統制下に置いたと主張する。彼らはフランス軍とチャド軍とは協力できるが、マリ軍に対しては到着にも反対するとした。
イフォガス山地はイスラム過激派の聖域と化しており、ここで最後の抵抗が試みられる。山地はアゲルホクの東、キダルとテッサリト間の三角形を描く地域にあり、ティガルガル山塊（Tigharghâr）、アメテタイ谷（Ametettai）など大きな地形がある。ここは1990年から1995年のトゥアレグ反乱でも聖域として使用されていた。その後、マリにおけるAQIMの拠点と化している。
アンサール・アッ＝ディーンは大幅に減少した。1月に戦闘員の一部、アルガバス・アグ・インタラ司令官（Alghabasse Ag Intalla）に率いられる一派は組織を出てアザワド・イスラム運動（MIA、fr:Mouvement islamique de l'Azawad）を設立しており、彼らは過激なジハード主義を撤回しマリやフランス政府との平和交渉をしたいと考えている。他の戦闘員数百人はダルフールに逃亡したことが報告される。最後に、3つ目のグループはイフォガス山地に残留しAQIMと共に戦闘を継続する。
2月18日、マリ＝フランス＝チャド連合軍はMNLAとMIAの一部部隊の支援を得てイフォガス山地の掃討作戦であるパンテル4号作戦を発動、攻勢を開始する。フランス軍1,200人、チャド軍800人が作戦に参加し初動は西南方向から、第二撃は北方向から攻撃を開始する。1月19日から20日にかけて、フランス軍によって火蓋が切られイスラム戦闘員30人以上殺害し、2月22日から23日の戦闘は激戦であった。2月22日、200人から成るチャド軍縦隊はいくらかの自爆攻撃を含めるイスラム戦闘員に襲撃される。チャド軍は当初苦戦するも襲撃者の急所を狙い反撃に出る。戦いは続き、洞窟にて繰り広げられる。この日の終わりに25人のチャド兵重軽傷者が出て、イスラム戦闘員93人が殺害される。この戦闘は苛烈でチャド軍特殊部隊指揮官アブデル・アジズ・ハッサン・アダム（Abdel Aziz Hassane Adam）も戦死している。翌日、域内のセンサ（Sensa）にてフランス軍機の空爆により反政府勢力の車列が破壊される。これによりイスラム過激派はアブー・ゼイド司令官を含む戦闘員43人が死亡している。生存者7人はフランス軍特殊部隊とMNLA戦闘員によって拘束される。
フランスとチャドは罠や武器弾薬を捜索するため包囲環を徐々に縮めていった。北方からは外人部隊を含む空挺部隊500人が前進し、5日から6日かけて徒歩で迂回機動した後、イスラム戦闘員を奇襲する。3月2日、空挺部隊は戦闘に突入するも2日かかり、空挺隊員1人が戦死、イスラム戦闘員30人を殺害し5人が逃走する。しかし攻撃は決定的な成果を収めずイスラム戦闘員は遅滞行動を取りつつ逃走を図る。フランス＝チャド連合軍は完全な包囲網を形成するには不十分な戦力であった。3月4日、アメテタイ谷とティガルガル山塊はほぼ完全に制圧される。
しかし、小グループによる戦闘は翌日以降も続く。戦闘機に支援されるAMX-10 RC偵察戦闘車から成る機甲部隊は東北部への偵察任務で出撃、勝利を収めボガッサとティンザワテンを制圧下に収める。3月12日、外人部隊空挺部隊によってイスラム戦闘員4人を殺害し、他に生存者を拘束する。同日、チャド軍もイスラム戦闘員と交戦しこれを撃破する。3月16日には AMX-10 RC偵察戦闘車が地雷に触雷し、フランス軍は重傷者3人を出しこの内1人が怪我が元で死亡している。
イフォガス山地での最終決戦が繰り広げられAQIMの重要拠点を破壊し兵器類は押収、掃討戦は終了する。フランス軍の損害は戦死3人、負傷120人を出している。チャド軍は戦死27人と多数の負傷者を出している。イスラム過激派は約500人のうち約200人が殺害されたと推定される。
イフォガスでの戦闘によりMUJAOは北上し、2月22日にテッサリト近くのインカリールにてMUJAOによる別々の自爆攻撃を受け、MNLA戦闘員は3人を殺害し、4人を負傷させる。翌日、インカリールの町はイスラム戦闘員の襲撃を受ける。この日アザワド・アラブ運動（MAA）はかつての同盟相手であったMNLAを攻撃した。MAAはアラブ人に対し残虐行為を行ったMNLAを批難している。しかし、この攻撃はフランス軍機の支援によって阻止される。
2月26日、キダルではMNLAの検問所で自動車による自爆攻撃により戦闘員7人が死亡し、11人が負傷する。
マリ＝フランス連合軍はティガルガル山塊とアメテタイ谷の制圧後、イフォガス山地の奥深くまで危険地帯の排除に成功する。山地にあるボガッサ、ティンザワテンおよびアベイバラで無抵抗で制圧される。その後、フランス＝チャド連合軍は山地から撤退する。フランス軍はキダルに撤収しつつガオ州内に再展開される。しかしキダルでは4月12日に再度、自爆攻撃を受けチャド兵4人が戦死している。

### ガオ北部での攻勢
3月下旬、イスラム過激派はマリの都市攻撃を再開する。3月24日、ガオではMUJAOの襲撃を受け、過激派4人、マリ軍兵士や民間人が死亡する。トンブクトゥでは2度にわたる襲撃を受け、始めの3月20日にはMUJAOが、二十日後の二度目にはAQIMによってなされている。一連の襲撃でイスラム過激派約30人死亡し、マリ側の損害は死者3人、負傷者18人さらに民間人5人が死亡している。
戦闘はその後ガオ北部で進展し、3月24日から30日にかけてMNLAとMUJAOはブーレムやアネフィフで交戦する。一連の戦闘でMNLA側は5人が死亡し、イスラム過激派側は18人が死亡している。
フランス軍はMUJAOの聖域と目されるブーレム北にあるイナイ谷（vallée d’Inaïs）に大規模な攻勢を仕掛ける。4月7日、フランス軍は航空機支援の下で将兵800人、装甲車両150台を投入しグスタフ作戦（Opération Gustav）を発動、谷を包囲するため機動を開始するも、逃走するイスラム過激派を捕捉するには一足遅かった。しかし、ロケット51基、そのシェル700筒、航空爆弾16発および弾薬箱17箱を含む弾薬18トンを捜索中に発見しこれを鹵獲している。

### 戦闘の減少
4月中は大きな対立は発生しなかったものの、キダルに拠点を置くMNLAとマリ軍は交渉するという発表にもかかわらず強い緊張関係にある。4月12日、マリ軍のヘリコプターが墜落し大佐を含む5人が事故死する。4月21日、MNLAはベールにてMAAに駆逐される（ベールの戦い）。三日後、アネフィフにてMNLAはMUJAOと交戦し戦闘員7人を殺害している（アネフィフの戦い）。
4月下旬、バマコ市内に潜入したMUJAOのイスラム過激派細胞7人が逮捕される。4月29日、フランス陸軍のVBL装甲車がティンザワテンとボガッサ間を走行中に地雷かIEDに触雷し乗員の特殊部隊員1人が戦死し、2人が重傷を負う。